# Graecopithecus
Graecopithecus (também conhecido como El Graeco) é um hominídeo descoberto na Grécia e na Bulgária, originalmente identificado por uma única mandíbula encontrada em 1944. Desde então, a análise de espécimes de dente levou a sugestões de que Graecopithecus pode ser o mais antigo antepassado conhecido direto do homem moderno. Ele representa o primeiro pré-humano a existir após da divisão do último ancestral comum entre o chimpanzé e o humano.  O Graecopitecus teria 7,2 milhões de anos, ou seja, seria mais velho 200 mil anos que o até agora mais antigo pré-humano encontrado em África e que foi chamado de "Toumaï"